# 덕테일즈 (비디오 게임)
《덕테일즈》(DuckTales)는 캡콤이 제작한 게임으로, 디즈니 애니메이션 《욕심쟁이 오리아저씨》에 기반한 액션 플랫포머이다. 1989년 패밀리 컴퓨터로 처음 출시됐으며 1990년에 게임보이 이식판이 발매됐다. 일본에서는 원작의 일본 방명제목인 《개구쟁이 덕 대모험》(わんぱくダック夢冒険)라는 제목으로 발매됐다.
주인공 스크루지 맥덕을 조작해 전세계를 돌아다니며 보물을 모으는 것이 목표이다. 각 스테이지마다 모을 수 있는 아이템을 수집해 최종적으로 얻은 금액으로 엔딩이 결정된다.
1993년에 패밀리 컴퓨터로 후속작 《덕테일즈 2》가 발매됐다. 2013년에는 웨이포워드 테크놀로지스가 개발한 리메이크 《덕테일즈: 리마스터드》가 마이크로소프트 윈도우, 엑스박스 360, 플레이스테이션 3 및 Wii U로 출시됐다. 패밀리 컴퓨터 판의 경우 2017에 윈도우, 플레이스테이션 4 및 엑스박스 원으로 발매된 합본 《더 디즈니 애프너눈 컬렉션》에 수록됐다.

## 평가
| 평가 |                  |
| --- | ---------------- |
| 평론 점수 평론사 점수 EGM NES: 8/10 [ 2 ] 게임프로 GB: 18/25 [ 3 ] 닌텐도 파워 GB: 3.75/5 [ 4 ] Mean Machines NES: 90% [ 5 ] Total! NES: 69% [ 6 ] GB: 78% [ 7 ] |                  |
| 평론 점수 |                  |
| 평론사 | 점수             |
| EGM | NES: 8/10        |
| 게임프로 | GB: 18/25        |
| 닌텐도 파워 | GB: 3.75/5       |
| Mean Machines | NES: 90%         |
| Total! | NES: 69% GB: 78% |